# Burgplatz (Braunschweig)
Der Burgplatz in Braunschweig ist als dessen geschichtliches und geografisches Zentrum ein Ensemble von hoher geschichtlicher und kultureller Bedeutung. Er gehört heute zu den fünf sogenannten „Traditionsinseln“ der Stadt.

## Räumliche Anordnung der Bauwerke auf und um den Burgplatz
|                    | Huneborstelsches Haus |                      |                                                                            |
| Veltheimsches Haus |                       | Hotel Deutsches Haus |                                                                            |
| Vieweg-Haus        |                       |                      | Antiquariat am Burgplatz, Burg Dankwarderode davor der Braunschweiger Löwe |
|                    | Braunschweiger Dom    |                      |                                                                            |

## Geschichte
Seit dem 9. Jahrhundert lag hier auf einer natürlichen Okerinsel der Fürstensitz der Brunonen, konzipiert als Flachlandburg. Herzog Heinrich der Löwe hat den Burgplatz im 12. Jahrhundert zum Zentrum der welfischen Macht ausgebaut. Der Burgplatz, heute umgrenzt von dem Palas der ehemaligen Burg Dankwarderode, dem Braunschweiger Dom, dem klassizistischen Vieweghaus und dem Veltheimschen Haus sowie dem Huneborstelschen Haus, zeigt noch heute den mittelalterlichen Grundriss. Im Mittelpunkt des Platzes steht seit ca. 1166 der Braunschweiger Löwe.
Die heutige Situation rund um den Burgplatz ist eine wesentlich andere als zur Zeit Heinrichs des Löwen. Bis in das späte 19. Jahrhundert war das Gelände östlich durch den Lauf der Oker begrenzt; dort befinden sich heute Straßentrassen mit großen öffentlichen Gebäuden. Ein flacher Ausläufer der Niederterrasse, der sich in die sumpfige Flussaue vorschob, gab den Standort von Burg und Stiftskirche vor. Der Graben, der im Westen die Landzunge abtrennte, ist verschwunden so wie die wehrhafte Mauerbegrenzung rings um das Areal. Von den Adelshöfen im Norden zeugt noch als später Nachfahre das Veltheimsche Haus von 1573. Von den Baulichkeiten des Stiftes St. Blasii (Braunschweiger Dom) blieben die imposante Kirche sowie außerhalb des Burgplatzes Richtung Südwesten die Stiftsherrenhäuser.
Bei dem Hauptbau der Burg, der die Ostseite des Platzes einnimmt, handelt es sich um einen Neubau der Jahre 1887 Bis 1889. Mit äußerster Großzügigkeit mag man eine Ähnlichkeit mit den Bauten Heinrichs des Löwen behaupten. Der Trakt zur Stiftsseite hin ist historisierende Fantasie, zu der als Höhepunkt die bewusste Ruinenarchitektur an der Südostecke gehört. Ein erhöhter Übergang in die Stiftskirche ist allerdings durch die dortigen Mauerbefunde erwiesen.
Welche baulichen Gegebenheiten Heinrich der Löwe im Burgbereich vorfand, lässt sich aufgrund fehlender Quellen nicht mehr angeben. Auf der Westseite ist ein Befestigungswerk ausgegraben worden, von dem Teile noch in das 10. Jahrhundert datierbar sind. Um 1030 erfolgt die Gründung eines Kollegiatstiftes als Grablege der Brunonengrafen. Der Ort kam über Eheverbindungen an Kaiser Lothar, dann an seinen Enkel und Erben Heinrich den Löwen.
Über die zeitliche Reihenfolge der Maßnahmen liegen nur wenige gesicherte Erkenntnisse vor. Seit 1173 wurde die Stiftskirche von Grund auf neu erbaut und war bei Heinrichs Tod 1195 bis zum Turmwerk gediehen. Dem Chronisten Albert von Stade zufolge ließ der Herzog im Jahre um 1166 das außergewöhnliche Standbild mit dem einst vergoldeten Löwen errichten. Der gewaltige Burgpalas, an den sich südlich die Burgkapelle und die Wohngemächer anschlossen, könnte zu diesem Zeitpunkt bereits bestanden haben. Wenn 1168 die englische Königstochter Mathilde als Gemahlin des Herzogs nach Braunschweig geführt wurde, so deutet dies auf eine weitgehende Vollendung der repräsentativen Bauten hin.
Zu den gesicherten Fakten gehören die Ausmaße des zweistöckigen Saalbaus mit rund 40 Metern, mehr als bei den meisten Königspfalzen. Ob sich die Einzelformen von der Goslarer Kaiserpfalz herleiten, muss bezweifelt werden. Die Burgkapelle zeigt jedoch auffallende Ähnlichkeiten mit der (ebenfalls ergrabenen) nördlichen Pfalzkapelle in Goslar. Anzufügen bleibt, dass sich der Ausbau zum Herrschaftszentrum nicht auf die Burg beschränkte, sondern auch eine großzügige Förderung bürgerlicher Siedlungen beinhaltete. Vorsichtig geschätzt vergrößerte sich die Siedlungsfläche auf das Dreifache. Die Stadt Braunschweig stieg von hier aus zur Metropole in Deutschlands Norden auf.
Nach dem Ende des Mittelalters sank die Bedeutung des Burgplatzes bis zur Bedeutungslosigkeit. Die Nordseite war bis auf das von Veltheimsche Haus quasi nur mit Behelfsbauten bestückt, die Burg war zu einer Kaserne umgewandelt worden und stand nach einem Brand 1873 als Ruine dort, die nach dem Willen der Stadtväter Ende des 19. Jahrhunderts abgerissen werden sollte, was jedoch nach Bürgerprotesten nicht geschah. Mit der Errichtung des Vieweghauses und wesentlich später der Wiedererrichtung des Palas der Burg wurde der Platz wieder belebt. Seinen Abschluss fand die Herstellung des heutigen Ensembles durch die Verlegung des Huneborstelschen Hauses vom Sack hierher um die Jahrhundertwende und die Errichtung des Hotels Deutsches Haus.
Von den schweren Bombenangriffen des Zweiten Weltkriegs blieben die Gebäude des Burgplatzes weitestgehend verschont. Allein der Palas der Burg erhielt einige Volltreffer und der Dom wurde am Dach sowie an einigen Fenstern verglichen mit der ihn umgebenden Innenstadt, die zu 90 % zerstört war, nur leicht in Mitleidenschaft gezogen.
In neuerer Zeit war der Burgplatz eine befahrene Verkehrsstraße, die um das Löwenstandbild eine Verkehrsinsel formte. Im Zuge der Umgestaltung des Domes zur sogenannten „Nationalen Weihestätte“ durch die Nationalsozialisten erhielt der Burgplatz die heute noch sichtbare Pflasterung aus rotem und vereinzelt grünem Beuchaer Granitporphyr mit besonders rauen und unebenen Steinoberflächen.

## Nutzung
Der Burgplatz wird vielfältig genutzt, im Sommer etwa für Aufführungen des Staatstheaters Braunschweig mit temporär errichteter Bühne und Zuschauerrängen. Auf dem Burgplatz und angrenzenden Plätzen findet regelmäßig der Braunschweiger Weihnachtsmarkt statt.

## Antiquariat am Burgplatz

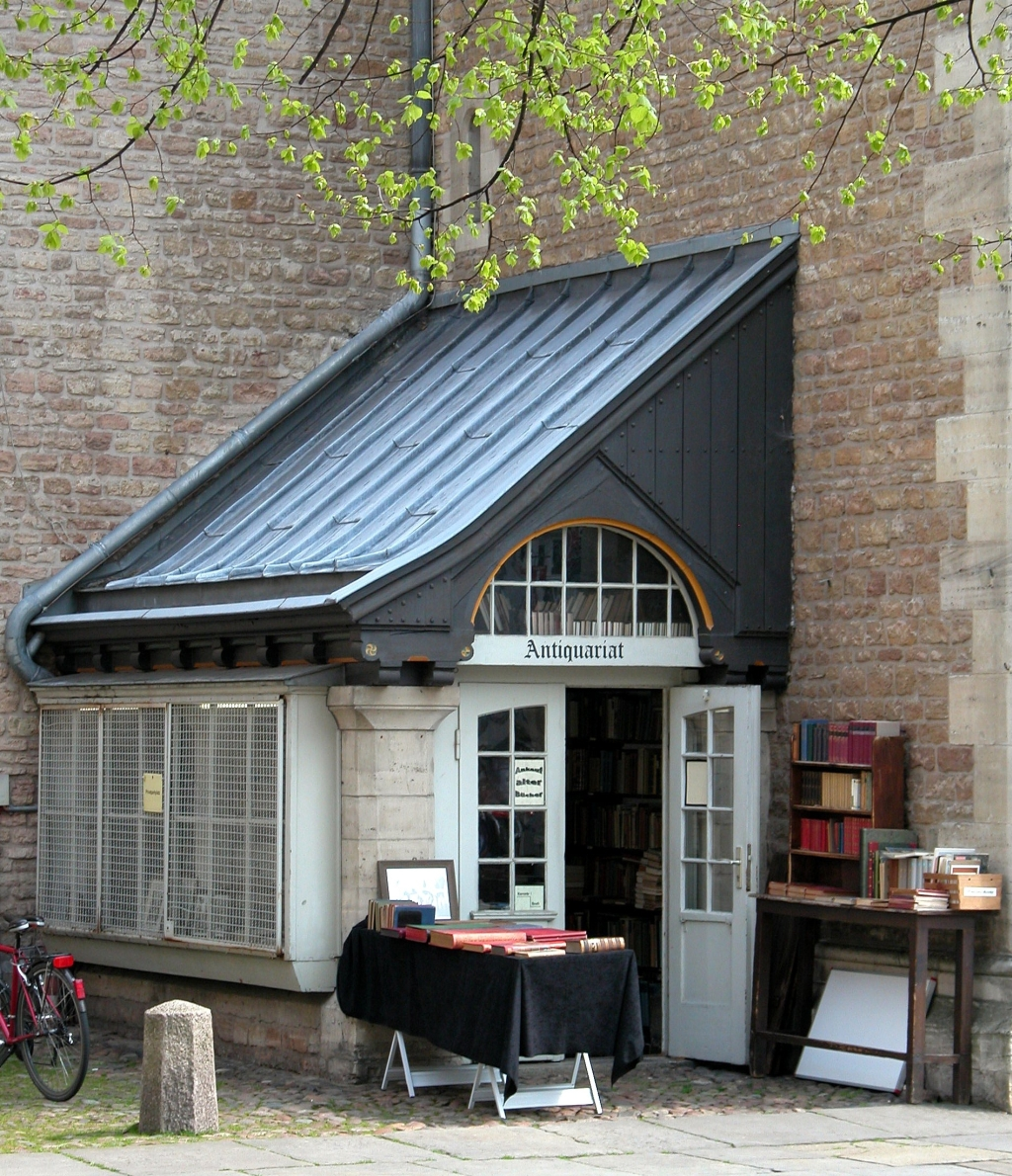
Das Antiquariat am Burgplatz, auch „Spitzwegeck“ genannt

Das kleinste Antiquariat Deutschlands wurde 1949 links neben dem Eingang zur Burg Dankwarderode errichtet. Es hat eine Grundfläche von etwa 8 m². Sein Gründer war der Schriftsteller Wilhelm Scholz, fortgeführt wurde es von 1930 bis 1992 von dessen Mitarbeiter Bernhard Schütte. Seit 1992 befindet sich das Antiquariat unter neuer Leitung.